# Korstjärnsmyran
Korstjärnsmyran este o arie protejată (sit de importanță comunitară — SCI, arie de protecție specială avifaunistică — SPA) din Suedia întinsă pe o suprafață de 278,33 ha, integral pe uscat.

## Localizare
Centrul sitului Korstjärnsmyran este situat la coordonatele 62°43′41″N 17°19′54″E / 62.72794°N 17.331533°E.

## Înființare
Situl Korstjärnsmyran a fost declarat arie de protecție specială avifaunistică în septembrie 2021 pentru a proteja 6 specii de animale. Situl a fost protejat și ca sit de importanță comunitară în septembrie 2021.

## Biodiversitate
Situată în ecoregiunea boreală, aria protejată conține 4 habitate naturale: Lacuri și iazuri distrofice naturale, Mlaștini turboase de tranziție și turbării mișcătoare, Mlaștini împădurite, Taiga vestică.
La baza desemnării sitului se află mai multe specii protejate de  păsări (6): lebădă de iarnă (Cygnus cygnus), cufundar polar (Gavia arctica), ploier auriu (Pluvialis apricaria), cocoșul de mesteacăn (Tetrao tetrix tetrix),  cocoș de munte (Tetrao urogallus), fluierar de mlaștină (Tringa glareola).